# Большая Рыка
Большая Рыка — река в России, протекает по Нижневартовскому району Ханты-Мансийского АО. Устье реки находится в 32 км по правому берегу реки Рыка. Длина реки составляет 34 км.

## Данные водного реестра
По данным государственного водного реестра России относится к Верхнеобскому бассейновому округу, водохозяйственный участок реки — Вах, речной подбассейн реки — бассейн притоков (Верхней) Оби от Васюгана до Ваха. Речной бассейн реки — (Верхняя) Обь до впадения Иртыша.
Код объекта в государственном водном реестре — 13011000112115200037852.